# Mikaël Chirinian
Mikaël Chirinian (autre orthographe : Mickaël Chirinian) est un acteur français de cinéma, de théâtre et de télévision. Il a été remarqué dans la série télévisée Ainsi soient-ils (2e saison) dans le rôle de l’inspecteur Zouhak.

## Théâtre

### Comédien
- 1996 : L'Enterrement à Sabres de Bernard Manciet, mise en scène Hermine Karagueuz
- 1999 : Les Petites choses, mise en scène Victor Gauthier-Martin
- 2001 : Kvetch de Steven Berkoff, mise en scène Adrien de Van
- 2005 : L'Oiseau bleu de Maurice Maeterlinck, mise en scène Adrien de Van
- 2005 : Un songe, une nuit d'été d'après William Shakespeare, mise en scène Pauline Bureau
- 2005 : Embarquement 5'32 (dans le cadre des Nuits blanches à Paris) performance imaginée par Adrien de Van et Pauline Bureau
- 2005 : Têtes rondes et têtes pointues de Bertolt Brecht, mise en scène Philippe Awat
- 2006 : 5 minutes avant l'aube, performance imaginée par Adrien de Van et Pauline Bureau
- 2006 : Roméo et Juliette de William Shakespeare, mise en scène Pauline Bureau
- 2006 : Pantagleize de Ghelderode, mise en scène Philippe Awat
- 2008-2009 : Rapport sur moi de Grégoire Bouillier, mise en scène Anne Bouvier (monologue)
- 2009 : Le Roi nu d'Evgueni Schwartz, mise en scnène Philippe Awat
- 2011 : Vernissage de Václav Havel, mise en scène Adrien de Van
- 2012 : La Tempête de William Shakespeare, mise en scène Philippe Awat
- 2013 : La Liste de mes envies, d’après le roman homonyme de Grégoire Delacourt, mise en scène Anne Bouvier (monologue)
- 2014 : Le Mariage de Mr Weismann, d'après le roman Interdit de Karine Tuil, mise en scène Salomé Lelouch
- 2017 et 2019 : L'Ombre de la baleine, d'après le roman Moby Dick de Herman Melville, mise en scène Anne Bouvier
- 2019 : Ma mère m'a fait les poussières d'Erwin Mortier, mise en scène Guillaume Barbot
- 2020 : Oh Maman !, de Stéphane Guérin, mise en scène Guillaume Santou
- 2021 : Changer l'eau des fleurs, de Valérie Perrin, mise en scène Salome Lelouch et Mikaël Chirinian

### Metteur en scène
- 2009-2012 : Comment épouser un milliardaire, d'Audrey Vernon, Festival d'Avignon, Paris Nouvelles scènes
- 2015 : Océane Rose Marie : Chatons violents d'Océane Rose Marie
- 2016-2020 : Pépites de Marion Mezadourian
- 2019 : J'aime Valentine, mais bon de Rudy Milstein, Festival d'Avignon, Théâtre du Chêne noir
- 2019 : Comment épouser un milliardaire, d'Audrey Vernon, reprise
- 2020 : L'Enfer du net de Pascale Oudot et Ariane Boumendile (+ collaboration à l'écriture)
- 2021 : Changer l'eau des fleurs, de Valérie Perrin, mise en scène Salome Lelouch et Mikaël Chirinian

## Filmographie

### Télévision
- 2000 : P.J., saison 4, épisode 2 Non assistance à personne en danger de Gérard Vergez (série télévisée) : le bleu 2605
- 2000 : Julien l'apprenti de Jacques Otmezguine (téléfilm) : Gilbert
- 2001 : Navarro, saison 13, épisode 1 Terreur à domicile de José Pinheiro (série télévisée) : Didier Médard
- 2005 : Engrenages, saison 1 (série télévisée) :
- 2007 : La Prophétie d'Avignon de David Delrieux (mini série télévisée) : Villers
- 2009 : La Tueuse de Rodolphe Tissot (téléfilm) : le vendeur de la supérette
- 2011 : Le Petit poucet de Marina de Van (téléfilm) : le bourgeois
- 2011-2013 : Mafiosa, saisons 4 et 5 (série télévisée) : MacGyver
- 2014 : Ainsi soient-ils (série télévisée) : l'inspecteur Zouhak
- 2016 : Tunnel, saison 2, épisode 1 Terreur à domicile de Mike Barker (série télévisée) : le formateur de direction
- 2016 : 48h : Affaire Bruyas de Vincent de Cointet (téléfilm) :
- 2017 : Les Petits meurtres d'Agatha Christie, épisode L'Homme au complet marron de Rodolphe Tissot (série télévisée) : Patrick Mallet, le chorégraphe
- 2017 : Marjorie, épisode Il était une foi de Mona Achache (série télévisée) : Jean-Marc
- 2018 : Maroni, les fantômes du fleuve d'Olivier Abbou (mini série télévisée) :
- 2019 : Trauma, saison 1, épisode 1 de Fred Grivois (série télévisée) : Karim Halimi
- 2021 : I3P, saison 1, série télévisée de Jean-Christophe Grangé, réalisé par Jérémy Minui : Julien Sarment
- 2021 : HPI (saison 2, épisode 2 « Chelou/Pas Chelou »), réalisé par Mona Achache : Yannick Garambois
- 2022 : Alex Hugo de Muriel Aubin, épisode : Mauvais sang : berger

### Cinéma
- 2000 : Le Légume en question de Delphine Gleize (Opération Talent Cannes de l'Adami) (court-métrage) : le journaliste
- 2000 : Quatre secondes d'éternité de Cécile Deroudille (court-métrage)
- 2000 : Le Tombeur d’Olivier Abbou et Bruno Merle (court-métrage)
- 2000 : Lecture à froid de Richard Sidi (court-métrage) : Federico Lenoir
- 2001 : La Chambre des officiers de François Dupeyron : un infirmier
- 2001 : Vertiges de l'amour de Laurent Chouchan : le fils de Vincent adulte
- 2003 : France Boutique de Tonie Marshall : Yvan
- 2004 : Violence des échanges en milieu tempéré de Jean-Marc Moutout : Greg
- 2004 : Le Voyage en Inde de Yann Piquer
- 2004 : À quoi ça sert de voter écolo ? d’Aure Atika (court-métrage) : le policier
- 2004 : La Fille du loup maigre d'Alice de Poncheville et Charles Castella (court-métrage) : le chiours
- 2005 : Le Plus beau jour de ma vie de Julie Lipinski : Pierre
- 2008 : Le Bruit des gens autour de Diastème : le copain d'Ingrid
- 2009 : Jusqu'à toi (autre titre : C'est toujours mieux quand on sourit sur la photo) de Jennifer Devoldère : Greg
- 2011 : R.I.F. (Recherches dans l'Intérêt des Familles) de Franck Mancuso : le gendarme Scholtes
- 2013 : Les Éléphants d’Emmanuel Saada : Thibaud
- 2013 : Hello World de Rafael Mathé et Étienne Larragueta (court-métrage) :
- 2017 : Embrasse-moi ! d'Océane Rose Marie et Cyprien Vial : le connard dans la rue
- 2018 : Voyez comme on danse de Michel Blanc : Manu, le barman
- 2019 : Ma nudité ne sert à rien de Marina de Van :
- 2021 : Le Monde après nous de Louda Ben Salah-Cazanas : Vincent, l'agent littéraire de Labidi
- 2021 : Notre Dame Brûle de Jean-Jacques Annaud  : Laurent Prades